# Majthényi Adolf
Kesselőkeői Majthényi Adolf (Nyitranovák, 1814. június 10. – Esztergom, 1871. május 14.) kánonjogi doktor, apát, kanonok, főesperes.

## Élete

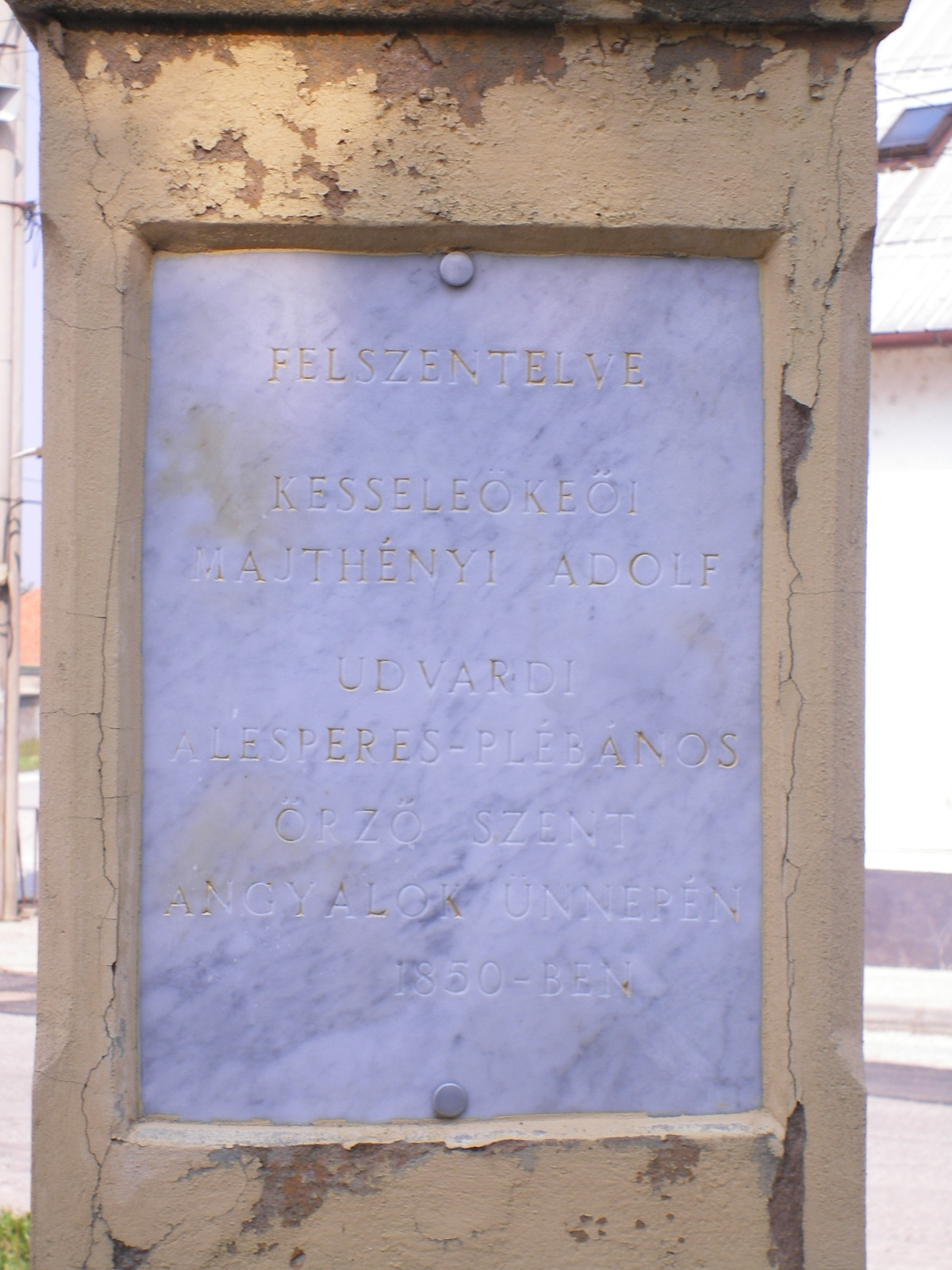
Udvardi emléktábla

1829-ben a növendékpapok közé fölvétetvén, a pozsonyi Emericanumba küldetett; 1830-tól a bölcseletet és teológiát Nagyszombatban hallgatta, 1835-től pedig a Pesti Egyetemen a kánonjogot és ezalatt a Terézvárosban hitszónok is volt. Midőn kánonjogi doktorrá avattatott, 1837. június 18-án áldozópappá szentelték fel és Udvardra, 1839-ben Naszvadra küldetett káplánnak. 1840-44-ig Kopácsy prímás udvarában működött mint szertartó, levéltárnok és szentszéki jegyző, 1844. május 5-én elnyerte az udvardi plébániát, ahol 1850-ben alesperes lett. 1861. március 18-án pozsonyi, április 22-én pedig esztergomi kanonokká neveztetett ki. Még ezen évben a bécsi Pazmaneum igazgatója, majd 1864-ben visszatért Esztergomba. 1866-ban pécsváradi címzetes apát, 1869. szeptember 15-én sasvári főesperes lett.
Összegyűjtötte az 1867-ben életben levő esztergom-főegyházmegyei papok életrajzát ily című kéziratban: Album cleri a. dioecesis Strigoniensis sub gubernio cels. ac rev. dni principis primatis et archiepiscopi Joanni Bapt. Simor a. 1868. concinnatum. (A primási levéltárban; Zelliger fölhasználta munkájában).